# Senza famiglia (film 1970)
Senza famiglia (ちびっ子レミと名犬カピ?, Chibikko Remi to Meiken Kapi) è un film d'animazione del 1970 diretto da Yūgo Serikawa.
Il soggetto è tratto dal romanzo omonimo di Hector Malot.

## Trama
Remigio è un bambino che vive nel paese francese di Chavanon con il cane sambernardo Capi, il pappagallo Peppe e i coniugi Barberin, che crede essere i suoi veri genitori ma che in realtà l'hanno trovato a Parigi quand'era ancora in fasce e l'hanno cresciuto come un figlio. Quando il suo padre adottivo decide che non può più permettersi un'altra bocca da sfamare, lo cede a Vitali, un vecchio artista girovago (un tempo il famoso tenore Carlo Barzani, poi ritiratosi dalle scene) che si prende cura del ragazzo e gli insegna a suonare l'arpa facendolo esibire con i suoi animaletti acrobati: la scimmietta Belcuore e i cani ammaestrati Zerbino e Dolce, ai quali si aggiunge Capi che ha seguito Remigio e che si fa insegnare da Belcuore a fare le acrobazie.
Mentre attraversano la Francia esibendosi di paese in paese, in Remigio cresce la speranza di riuscire un giorno a ritrovare la sua vera madre. Una notte invernale, Zerbino, Dolce e Belcuore, allontanatisi dalla capanna in cui tutta la compagnia stava riposando, s'imbattono in un branco di lupi affamati: i due cani ne vengono sbranati, mentre la scimmietta si salva arrampicandosi su un albero ma prende un'infreddatura che lo costringe a letto. Vitali, Remigio e Capi cercano d'improvvisare uno spettacolo ma con scarso successo: Vitali decide allora di rompere il suo giuramento di non cantare mai più e intona l'Ave Maria di Schubert per attirare il pubblico. Udendo la musica, Belcuore accorre per prendere parte allo spettacolo ma lo sforzo gli è fatale.
Vitali viene poi arrestato per essersi esibito sulla pubblica piazza senza permesso. Remigio e Capi vengono notati dalla ricca signora Milligan, che percorre i canali della Francia su una casa galleggiante, perché intrattenga sua figlia Lisa. La signora si affeziona al ragazzo, che ha la stessa età del figlio misteriosamente scomparso pochi anni prima, e vorrebbe tenerlo con sé anche quando Vitali esce di prigione. Il vecchio è d'accordo, ma Remigio insiste per non abbandonare il suo maestro.
Dopo poco, Vitali, stanco e provato nel fisico, muore. La signora Milligan riconosce, nella croce che Remigio ha donato a Lisa, quella che aveva al collo il suo figlio scomparso, e incarica Giacomo Milligan, fratello del suo defunto marito, di andarlo a cercare; ella non sa però che era stato proprio lui a rapirlo e ad abbandonarlo davanti ad una chiesa perché desiderava impadronirsi di tutto il patrimonio di famiglia ed il bambino costituiva un ostacolo.
Remigio e Capi giungono a Parigi, dove incontrano Giacomo. L'uomo, con la scusa di farli incontrare con la madre del bambino, li porta nella sua dimora e li rinchiude in una torre; racconta anche a Remigio la verità sui suoi genitori. Racconta poi alla cognata che Remigio è affogato nella Senna col cane e a supporto della sua affermazione mostra l'arpa del ragazzino. La Milligan decide allora di tornare in Inghilterra con la figlia e la sua cagnolina, di cui Capi è invaghito. Grazie a Peppe, che ha ritrovato i suoi amici, Remigio e Capi riescono ad evadere e a raggiungere la stazione ferroviaria da cui sono appena partite le Milligan. Remigio in groppa a Capi cerca di raggiungere il treno su cui si trovano, ma la corsa del cane è tanto forsennata quanto inutile. Quando Remigio, Capi e Peppe arrivano al porto sulla Manica, il battello su cui si sono imbarcate la madre e la sorella del ragazzo è appena salpato. Capi si getta tra i flutti con Remigio e stavolta, grazie al ricordo di Belcore che considerava il suo maestro, riesce a raggiungere l'imbarcazione: Remigio così può ricongiungersi con sua madre.
Qualche tempo dopo, avendo saputo che la sua madre adottiva è rimasta vedova e versa in gravi difficoltà economiche, Remigio ottiene dalla Milligan il permesso di tornare da lei per qualche tempo, per pagare il debito di riconoscenza che ha con lei per averlo cresciuto e amato.

## Distribuzione
Il film uscì nelle sale giapponesi il 17 marzo 1970.

### Edizione italiana
In Italia fu distribuito nei cinema il 19 dicembre 1970. L'edizione italiana venne curata da Ediboy, mentre il doppiaggio, eseguito dalla C.D., fu diretto da Giulio Panicali.
Successivamente, sempre negli anni settanta, venne pubblicato in super 8 dall'AVO film, e tornò nei cinema dopo il successo della serie televisiva Remi - Le sue avventure, tratta dallo stesso romanzo di Malot. Uscì poi in VHS, Divx e DVD per diversi editori.